# Megaselia angulata
Megaselia angulata är en tvåvingeart som beskrevs av Gori 2005. Megaselia angulata ingår i släktet Megaselia och familjen puckelflugor.
Artens utbredningsområde är Italien. Inga underarter finns listade i Catalogue of Life.